# 5149 Leibniz
Az 5149 Leibniz (ideiglenes jelöléssel 6582 P-L) a Naprendszer kisbolygóövében található aszteroida. Cornelis Johannes van Houten,  Ingrid van Houten-Groeneveld,  Tom Gehrels fedezte fel 1960. szeptember 24-én.